# 里奇蘭鎮區 (印地安納州格蘭特縣)
里奇蘭鎮區（英語：Richland Township）是位於美國印地安納州格蘭特縣的一個行政鎮區。

## 地方資料
根據2010年美國人口普查的數據，里奇蘭鎮區的面積為61.50平方千米，當中陸地面積為61.50平方千米，而水域面積為0.00平方千米。當地共有人口966人，而人口密度為每平方千米15.71人。